# Matt Geiger
Pour les articles homonymes, voir Geiger.
Matthew Allen "Matt" Geiger, né le 10 septembre 1969 à Salem au Massachusetts, est un ancien joueur américain de basket-ball. Il évoluait au poste de pivot.